# 琴電屋島駅

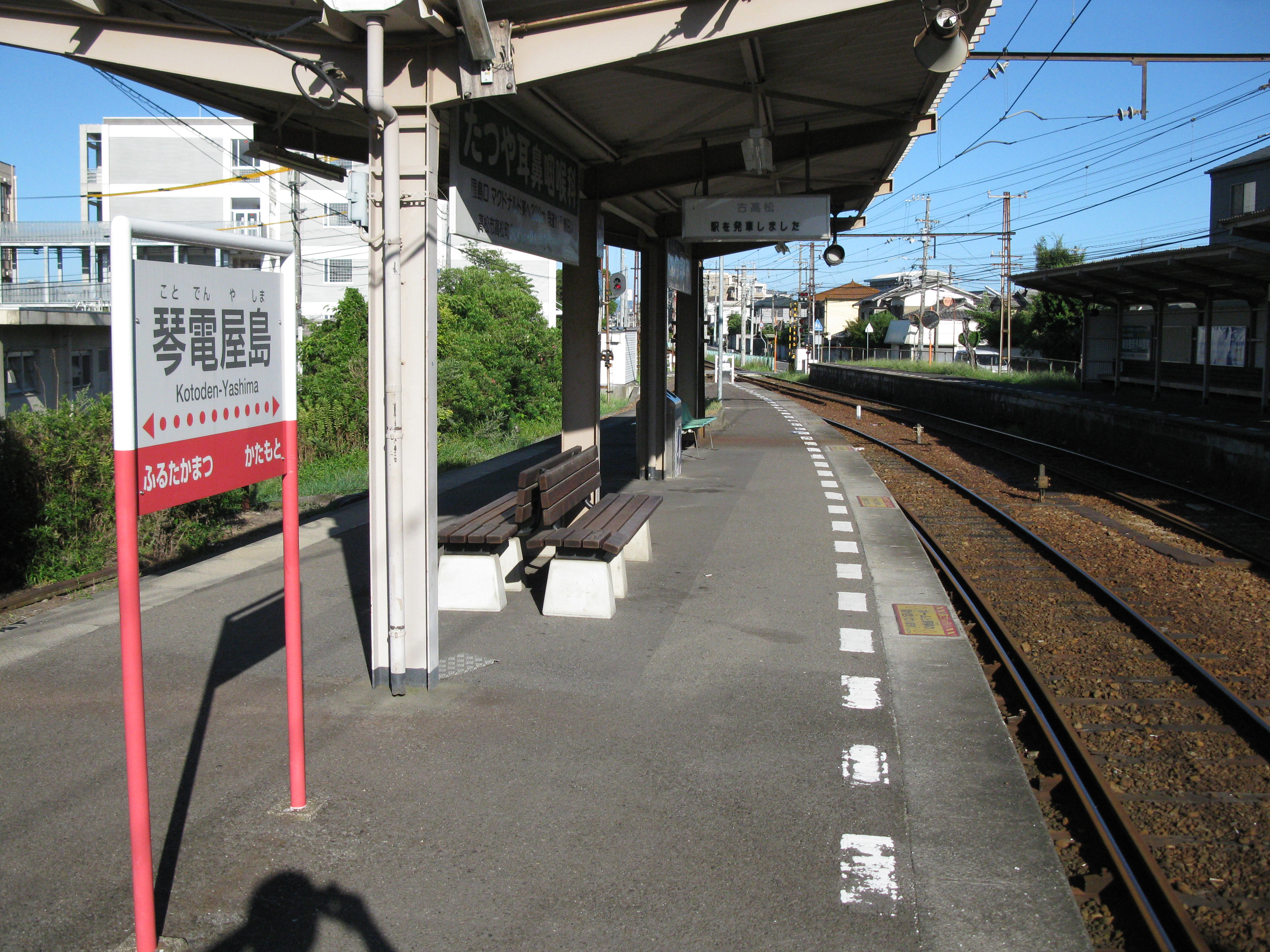
瓦町方面ゆきホーム　左は電留線

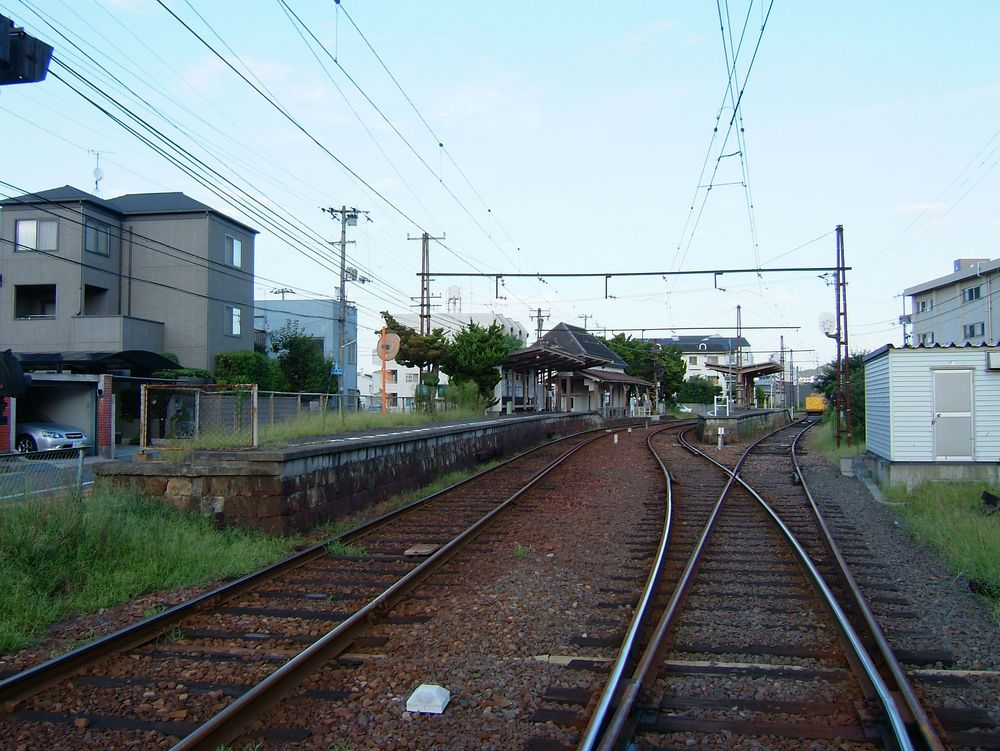
駅構内（潟元方より）　右方の電留線に工事用車両

琴電屋島駅（ことでんやしまえき）は、香川県高松市屋島中町にある、高松琴平電気鉄道志度線の駅である。駅番号はS06。
屋島ケーブルとの乗り換え駅であったが、同ケーブルは2004年（平成16年）10月15日を以って運休となり、2005年（平成17年）8月31日に廃止された。

## 歴史
- 1911年11月18日 - 東讃電気軌道の屋島駅として開業。当時は現在地より360m西側にあった。
- 1916年12月25日 会社合併により四国水力電気の駅となる。
- 1925年8月1日 - 高徳線屋島駅の開業に伴い屋島登山口駅に改称。
- 1929年4月21日 - 屋島登山鉄道開通に伴い、駅を現在地に移設。
- 1942年4月30日 - 事業譲渡により讃岐電鉄の駅となる。
- 1943年11月1日 - 会社合併により高松琴平電気鉄道志度線の駅となる。
- 1950年4月16日 - 屋島登山鉄道の運行再開に伴い琴電屋島駅に改称。
- 2005年4月1日 - 無人駅となる。
- 2009年2月6日 - 経済産業省より「近代化産業遺産」に認定。

## 駅構造
木造駅舎を持つ、相対式2面2線の地上駅である。また、電留線がある。
便所はホーム上にある。
途中下車指定駅。
のりば
| 乗り場 | 路線    | 方向 | 行先               |
| ------ | ------- | ---- | ------------------ |
| 1      | ■志度線 | 上り | 瓦町方面           |
| 2      | ■志度線 | 下り | 八栗・琴電志度方面 |

### 直前駅出発通知
志度方面からの電車が直前の駅である古高松を発車すると、『次の電車は古高松を発車しました』との表示が1番乗り場において点灯する。
また瓦町方面からの電車が直前の駅に当る潟元を発車すると、『次の電車は潟元を発車しました』との表示が2番乗り場において点灯する。
駅名の部分だけ光る構造である。

## 駅設備
- 公衆電話
- コインロッカー
- ことでんタクシーのりば
- 駐輪場

## 利用状況
1日の平均乗降人員は以下の通りである。
| 1日乗降人員推移 | 1日乗降人員推移 |
| 年度            | 1日平均人数     |
| --------------- | --------------- |
| 2011年          | 661             |
| 2012年          | 691             |
| 2013年          | 698             |
| 2014年          | 706             |
| 2015年          | 750             |
| 2016年          | 770             |
| 2017年          | 799             |
| 2018年          | 790             |

## 駅周辺

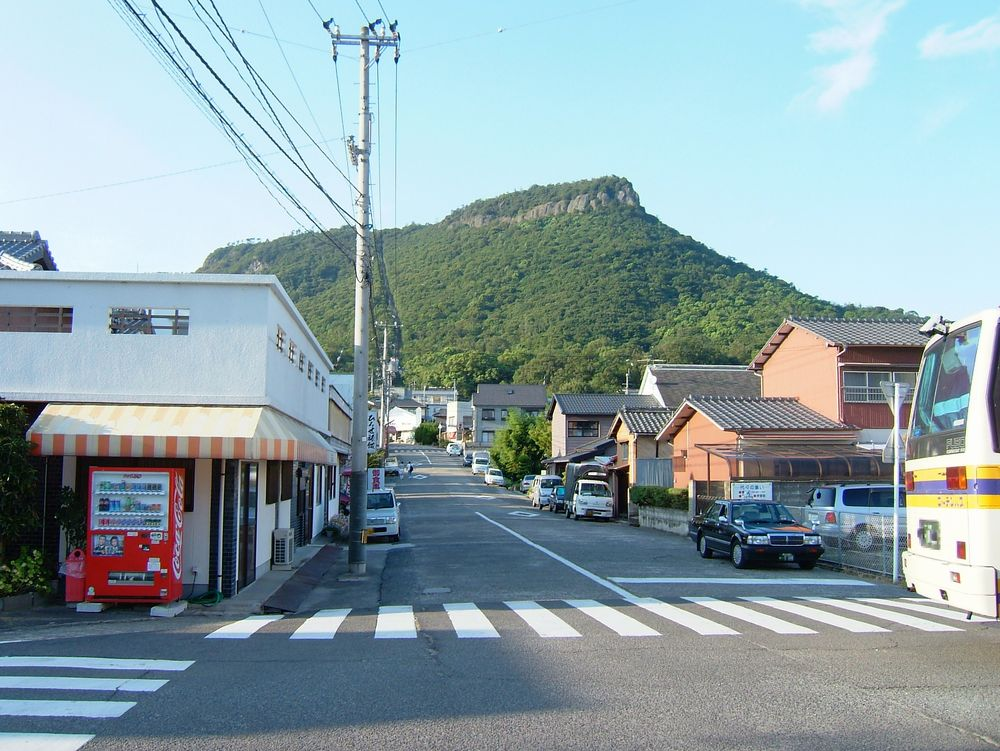
屋島そびえる駅前　この道の先に旧屋島ケーブル屋島登山口駅

- 屋島

2006年（平成18年）12月23日より、屋島スカイウェイを経由して屋島山上までの路線バス（シャトルバス）が運行されている。
- 屋島神社
- 四国霊場第八十四番札所屋島寺
- 四国村 - 四国村ギャラリー、旧ワサ・ダウン住宅
- 高松市屋島競技場
- 高松市立屋島中学校
- 屋島駅 - 四国旅客鉄道高徳線
- 高松信用金庫屋島支店 - 2010年に潟元駅前から移転。2006年8月まで中国銀行屋島支店があった場所。
- ことでん屋島駅バス停

## その他
- かつてはラッシュ時用車両の増解結を行い、日中は1両編成の電車が留置されていた。現在は今橋駅で増解結を行うため普段は利用されていないが、工事用車両が留置されることもある。
- 長らく売店が営業していたが、現在は営業していない。

## 隣の駅
高松琴平電気鉄道
■志度線
潟元駅（S05） - 屋島グランド前駅 - 琴電屋島駅（S06） - 古高松駅（S07）